# Kabab torsh

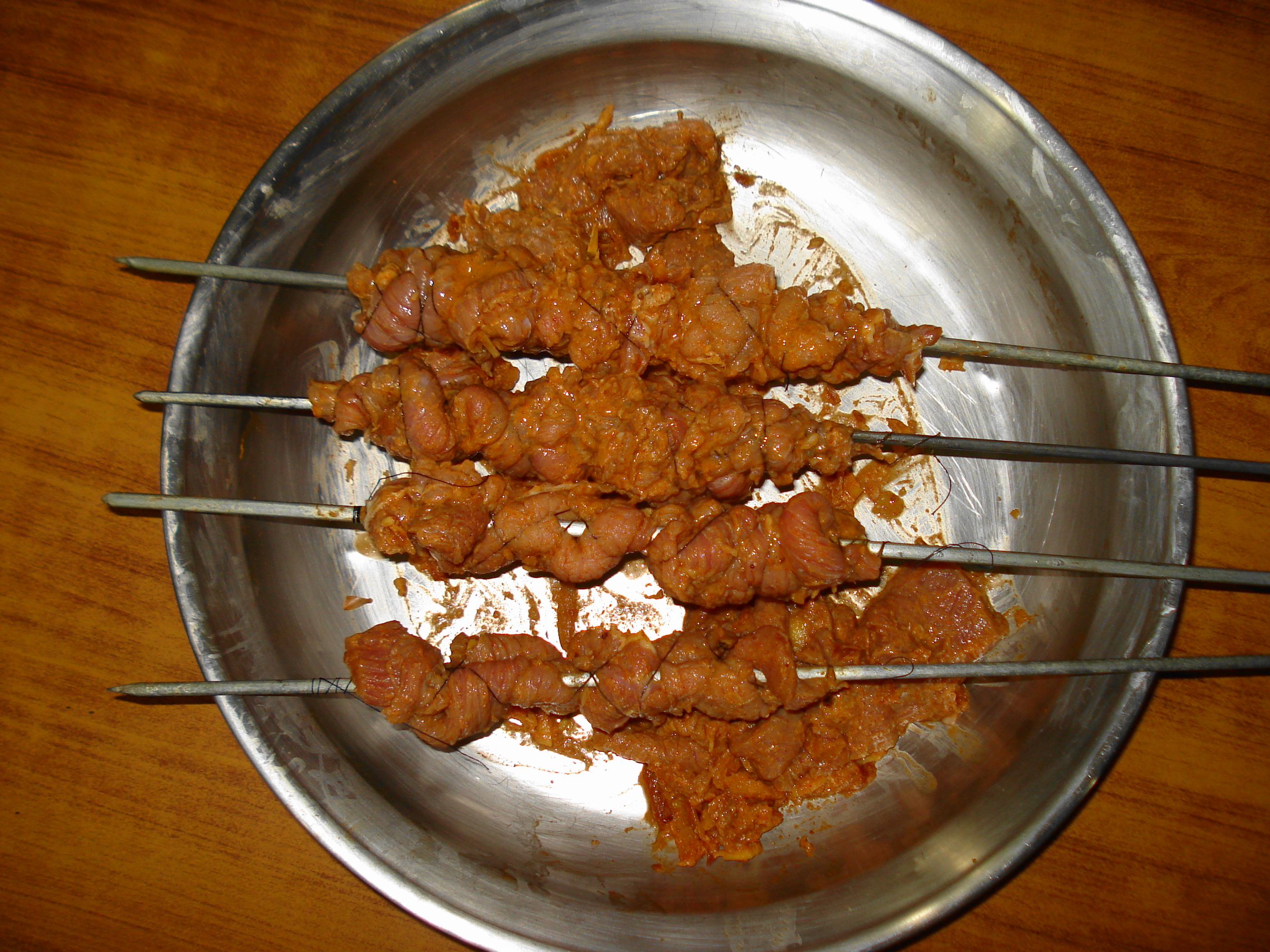
Kabak torsh

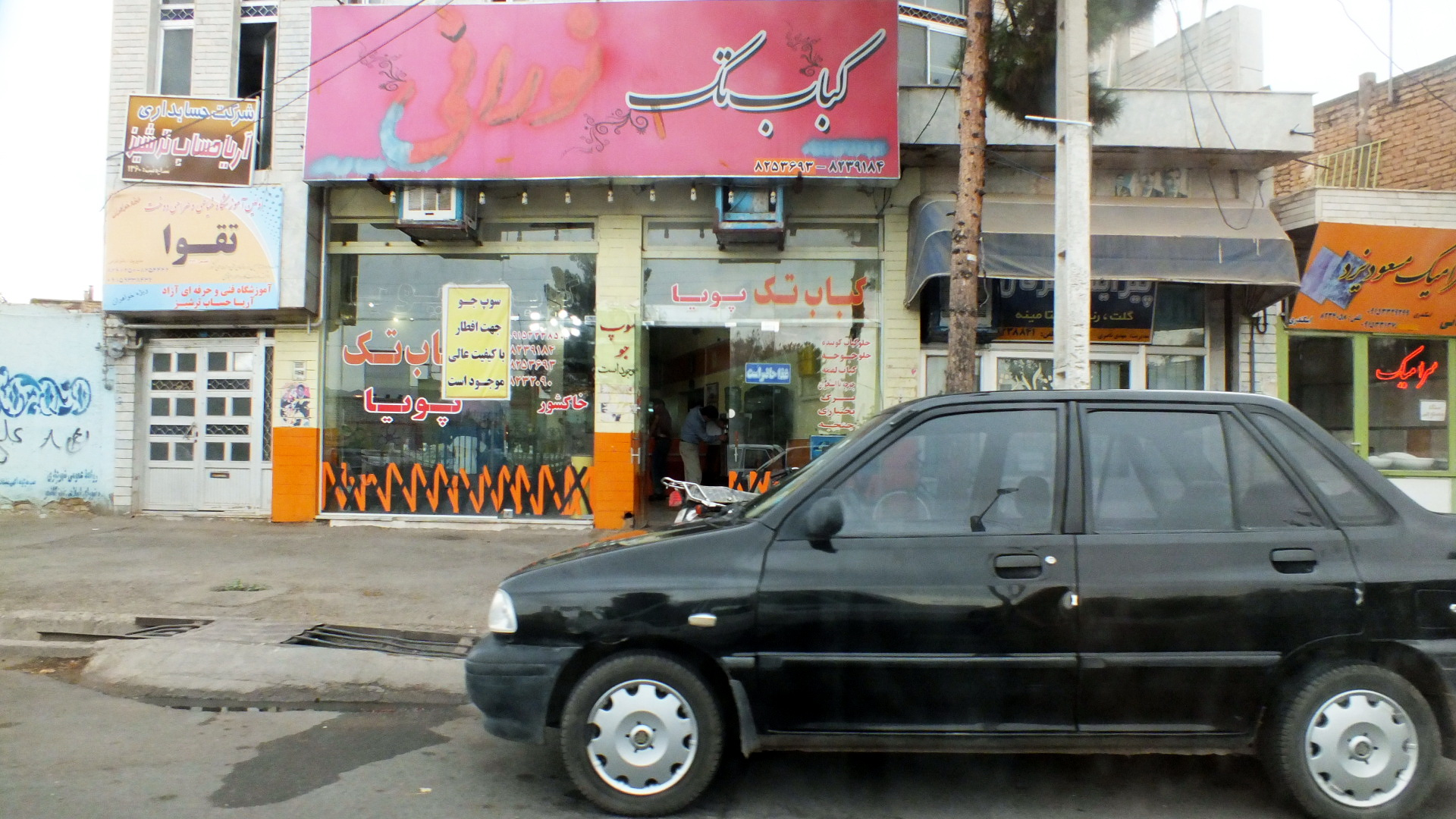
Local de kabab en Irán

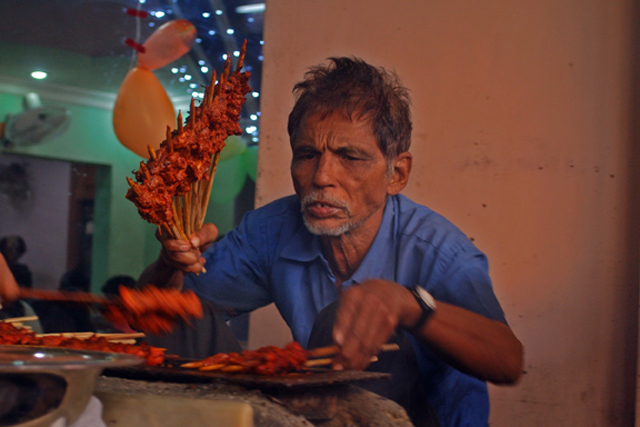
Iraní asando el kabab

El kabab torsh (en persa, کباب ترش) es un kebab tradicional de las provincias de Guilán y Mazandarán, en Irán. Se hace con carne de res, generalmente solomillo superior o inferior, el cual se marina en una pasta hecha de nueces trituradas, melaza de granada, perejil picado, aceite de oliva y ajo machacado.
Luego se cocina en brochetas sobre carbón. Tradicionalmente, se come con kateh (arroz hervido) y una gran variedad de guarniciones de gilani.

## Origen
En la antigüedad, el kabab o kebab, era la comida que los sirvientes perparaban a los reyes persas. El pueblo iraní sólo lo podía consumir una vez al año, para las fiestas del Nouruz, la celebración del nuevo año en el calendario de los persas. En la actualidad el kabab se consume cualquier día del año en cada hogar iraní, siendo muy popular en los países de medio oriente.

## Etimología
Kebab significa 'carne asada' en persa. También se denomina shawarma por influencia del árabe. En cambio, döner es el término turco que se ha extendido por los establecimientos de Occidente, y significa '[cosa] que gira'. Por lo tanto, döner kebab es 'carne asada rotatoria'.

## Comida callejera
El kabab torsh es un plato típico y muy popular de la comida iraní, y muchos países árabes tienen su versión del kabab, En Isfahán tiene su versión llamado kebab kubideh. Es común en las calles de Irán la preparación de estas brochetas de carne marinadas en nueces. Hoy en día existen establecimientos dedicados a preparar exclusivamente el kabab, siendo la oferta gastronómica más habitual para el paladar iraní